# Kazys Grybauskas
Kazys Grybauskas (ur. 5 marca 1954 w m. Martnonys) – litewski inżynier, działacz partyjny, polityk i samorządowiec, poseł na Sejm Republiki Litewskiej.

## Życiorys
Z wykształcenia inżynier leśnictwa, w 1977 ukończył studia na Litewskiej Akademii Rolniczej. Początkowo pracował w administracji leśnej. W latach 1984–1990 etatowy działacz Komunistycznej Partii Litwy, w tym instruktor i kierownik wydziały organizacyjnego w rejonie wiłkomierskim. Od 1987 był jednocześnie członkiem rady deputowanych ludowych w rejonie. W późniejszych latach ponownie pracował w branży leśnej.
Po przemianach politycznych należał do postkomunistycznej Litewskiej Demokratycznej Partii Pracy, z którą dołączył potem do Litewskiej Partii Socjaldemokratycznej. Od 2003 był radnym rejonu wiłkomierskiego. W 2013 wygrał wybory uzupełniające do Sejmu przeprowadzone po śmierci Juliusa Veselki. Mandat poselski wykonywał do końca kadencji w 2016. W 2019 powrócił do rady rejonu wiłkomierskiego (reelekcja w 2023).